# Johannes Prüter
Johannes Prüter (* 1957) ist ein deutscher Biologe. Er ist Leiter des Biosphärenreservates Niedersächsische Elbtalaue und Honorarprofessor an der Universität Lüneburg.

## Leben
Prüter studierte Biologie und Geografie für das Lehramt an der Universität Hannover. Unmittelbar nach seinem Staatsexamen arbeitete er wissenschaftlich zur Avifauna der Nordsee. Nach seiner Promotion 1986 und seiner Dissertation mit dem Titel Untersuchungen zum Bestandsaufbau und zur Ökologie der Möwen (Laridae) im Seegebiet der Deutschen Bucht, war er beim Verein Jordsand beschäftigt. 1988 wechselte er nach Schneverdingen zur Naturschutzakademie. anschließend war er 16 Jahre im niedersächsischen Landesdienst als Stellvertreter des Direktors der Alfred Toepfer Akademie für Naturschutz in Schneverdingen tätig. 2005 wurde er Leiter des Amtes im Wendland.

## Publikationen (Auswahl)
- Gottfried Vauk, Johannes Prüter (1987): Möwen: Arten, Bestände, Verbreitung, Probleme Niederelbe-Verlag H. Huster, 1987 - 302 Seiten
- Die Vögel im Naturschutzgebiet Lüneburger Heide mit Manfred Lütkepohl und mit Aquarellen und Zeichn. von Hedda Bornemann, Bremen : Hauschild, 2000, ISBN 3-89757-017-3
- Naturwälder in Niedersachsen : Bedeutung, Behandlung, Erforschung, Niedersächsische Forstliche Versuchsanstalt Göttingen, Schneverdingen : NNA, 1991
- Naturschutzgebiet Lüneburger Heide : Erhaltung und Entwicklung einer alten Kulturlandschaft mit Tobias Keienburg; Schneverdingen : NNA, 2006